# Lercara Friddi
Lercara Friddi est une commune de la province de Palerme dans la région Sicile en Italie.

## Voies de communication et transport
Lercara Friddi est traversé par les routes SS 188 (it), SS 189.

## Administration
| Période                                  | Période  | Identité       | Étiquette | Qualité |
| ---------------------------------------- | -------- | -------------- | --------- | ------- |
| 27 mai 2003                              | En cours | Gaetano Licata |           |         |
| Les données manquantes sont à compléter. |          |                |           |         |

### Communes limitrophes
Castronovo di Sicilia, Prizzi, Roccapalumba, Vicari

## Personnalités
- Lucky Luciano, l'un des plus grands parrains de la mafia italo-américaine, est né en 1897 à Lercara Friddi, qu'il quitte avec sa famille en 1906.
- Jacky MARINO, né Gioacchino MARINO le 4 mai 1958 à Lercara Friddi, écrivain belge
- Frank Sinatra, d'origine lercaraise (son père y était né), avait des contacts avec Lucky Luciano.
- Frédéric François, né Francesco Barracato le 3 juin 1950 à Lercara Friddi.
- Stefano Moscato, né en 1948, écrivain français.
- Loscuto Francesco, né en 1911, mineur.
- Loscuto Giovanni, né en 1886, marionnettiste.

## Gastronomie
- La Sagra della Pantofola. La Pantofola est une spécialité de Lercara, un gâteau fait de pâte brisée avec des amandes pilées sucrées et du chocolat en paillette. La Sagra a lieu dans la première quinzaine de septembre (période où les amandes sont récoltées).
- L'Amaro Don Corleone y est fabriqué.